# Jan Švandrlík
Jan Švandrlík (Plzeň, 28 gennaio 1994) è un cestista ceco.

## Palmarès
- Campionato ceco: 1

Opava: 2022-2023